# Hippolyte Auger
Hippolyte Nicolas Just Auger, född den 25 maj 1797 i Auxerre (departementet Yonne, död den 5 januari 1881 i Menton (departementet Alpes-Maritimes), var en fransk författare.
Auger skrev under namnet A. Saint-Hippolyte romaner och noveller, i synnerhet från Ryssland, till exempel Ivan VI (3 band, 1824), Un roman sans titre (1846), samt under namnet Gérau skådespel som Marcel (1838) och Benoît (1842), men framför allt La physiologie du théâtre (5 band, 1839–1840), en noggrann skildring av den franska teatern.